# Karel Habán
Karel Habán (10. června 1895 Křoví – 18. prosince 1942 Věznice Plötzensee) byl československý legionář, policista a odbojář z období druhé světové války popravený nacisty.

## Život

### Před první světovou válkou
Karel Habán se narodil 10. června 1895 ve vsi Křoví v okrese Žďár nad Sázavou. Vystudoval čtyřletou reálnou školu a učitelský ústav.

### První světová válka
Po vypuknutí první světové války byl Karel Habán mobilizován a odeslán na italskou frontu. Zde 20. června 1918 padl v hodnosti praporčíka u Montella do zajetí. O měsíc později podal přihlášku do československých legií, kam byl přijat 20. října 1918. Sloužil v rámci depositní roty a jako příslušník 29. domácího útočného praporu. Dosáhl hodnosti poručíka.

### Mezi světovými válkami
Po návratu do Československa přešel Karel Habán k policii. Po roce 1930 se přistěhoval do Střelic. Byl ženatý a otcem jednoho dítěte. U policie se vypracoval na post vrchního tajemníka v Praze. 

### Druhá světová válka
Po německé okupaci v březnu 1939 vstoupil do odbojové skupiny Obrana národa. Za to byl 6. května zatčen gestapem, vyslýchán v Petschkově paláci a poté vězněn v Berlíně. Byl odsouzen k smrti za vlastizradu a špionáž a 18. prosince 1942 popraven gilotinou v berlínské věznici Plötzensee.